# Alberto Demicheli
Pedro Alberto Demicheli Lizaso (* 7. August 1896 in Rocha; † 12. Oktober 1980 in Montevideo) war ein uruguayischer Rechtsanwalt und Politiker aus der Partido Colorado. 
Demicheli wurde als Sohn von Pedro Geronimo Demicheli Mussio und Balbina Lizazo Ballarena geboren. Er war verheiratet mit Sofía Álvarez Vignoli de Demicheli, mit der er zwei Kinder Julio Alberto und Maria Adelina hat.
Demicheli war ein bekannter Jurist und Nationalökonom und diente unter Gabriel Terra als Innenminister. Vom 12. Juni 1976 bis zum 1. September 1976 war er Interimspräsident von Uruguay.